# Четвёртая (река, впадает в Камчатский залив)
Четвёртая — река на полуострове Камчатка в России.
Длина реки — 45 км. Протекает по территории Усть-Камчатского района Камчатского края. Впадает в Тихий океан.
Ительменское название реки Коебильч — «ягельная река».

## Данные водного реестра
По данным государственного водного реестра России относится к Анадыро-Колымскому бассейновому округу.
Код объекта в государственном водном реестре — 19070000212120000019315.